# Gustav Meyrink

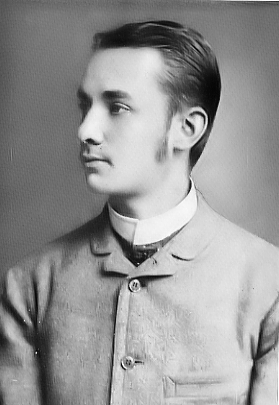
Gustav Meyrink (ca. 1886)

Gustav Meyrink (fälschlich auch Meyrinck; * 19. Jänner 1868 in Wien als Gustav Meyer; † 4. Dezember 1932 in Starnberg) war ein deutsch-österreichischer Schriftsteller und Übersetzer.

## Leben
1868 in Wien als unehelicher Sohn des württembergischen Staatsministers Karl von Varnbüler und der Hofschauspielerin Marie Meyer geboren, besuchte Gustav Meyrink zunächst bis 1880 das Wilhelmsgymnasium in München, dann das Johanneum in Hamburg, bevor er schließlich im Jahre 1883 in Prag sein Abitur machte. Nach dem Besuch der Handelsakademie in Prag (1885–88) wurde Meyrink von 1889 bis 1902 Mitinhaber, dann Alleininhaber des Prager Bank- und Wechslergeschäfts Meyer & Morgenstern. Im Jahre 1891 wurde Meyrink Mitbegründer und Vorsitzender der Loge "Zum blauen Stern", einer Prager Ortsvereinigung der 1875 von Helena Petrovna Blavatsky ins Leben gerufenen Theosophischen Gesellschaft. 1893 heiratete er Hedwig Aloysia Certl und unternahm mystische Studien bei Alois Mailänder. Seit 1895 verkehrte Meyrink im Verein deutscher bildender Künstler in Böhmen, in dem er u. a. Rainer Maria Rilke, Emil Orlik, Oskar Wiener und Hugo Steiner begegnete. 1896 machte er Bekanntschaft mit Philomena Bernt, seiner späteren zweiten Frau. Im Jahre 1900 brach eine Rückenmarkserkrankung bei ihm aus. 1901 gelang ihm unter dem Künstlernamen "Meyrink" die erste Publikation (Der heisse Soldat) im Münchner Simplicissimus. Wegen des Bankrotts seines Bankgeschäfts im Jahre 1902 kam er in Untersuchungshaft. Das anschließende Betrugsverfahren endete mit einem Freispruch, seine anschließenden Versuche der Rehabilitierung blieben jedoch vergeblich. 1903 zog er nach Wien um, wo er die Redaktion der Wiener Satirezeitschrift Lieber Augustin übernahm. Im selben Jahr erschien die Sammlung Orchideen. Sonderbare Geschichten. 1904 verstärkte sich das Rückenmarksleiden; die Ärzte erklärten Meyrinks Fall für unheilbar. Dennoch gesundete er binnen Jahresfrist und führte die Heilung auf seine Yoga-Übungen zurück.

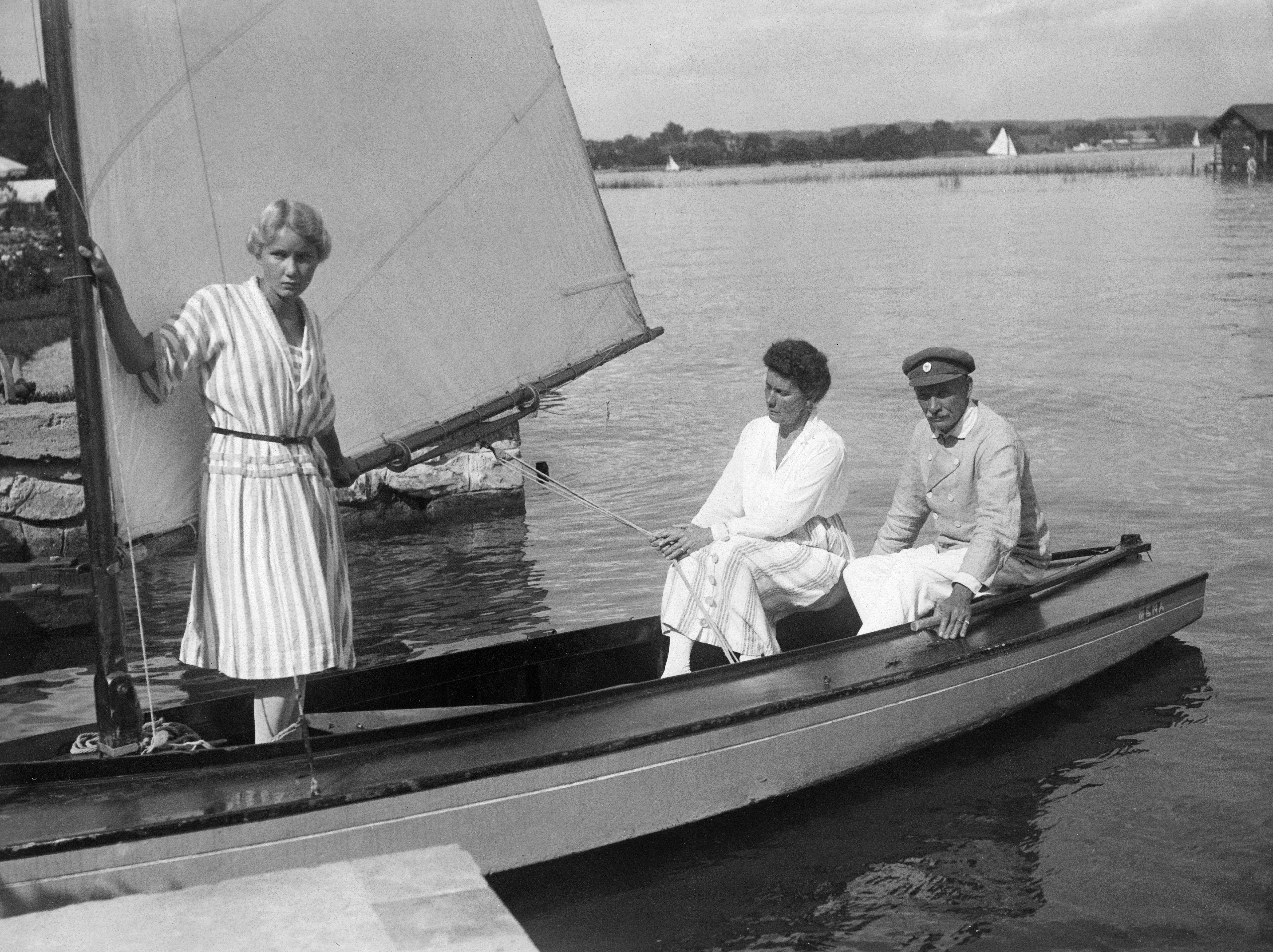
Meyrink mit Frau und Tochter in einem Segelboot auf dem Starnberger See (1923)

1905 erfolgte die Scheidung seiner Ehe mit Hedwig Aloysia, noch im gleichen Jahr heiratete er Philomena Bernt. Aus dieser Ehe ging 1906 die Tochter Sibylle Felizitas hervor. 1906 folgte ein Umzug nach München. Im Jahre 1907 erhielt Meyrink die bayerische Staatsangehörigkeit. Bis 1908 arbeitete Meyrink für die literarische Monatsschrift März. 1908 wurde sein Sohn Harro Fortunat geboren, der sich nach einer unfallsbedingten Querschnittlähmung im Juli 1932 das Leben nahm. Meyrink unternahm Reisen an den Gardasee, nach Prag, Berlin und in die Schweiz. 1909 erschien die erste Auflage Des deutschen Spießers Wunderhorn. Aus der folgenden Zusammenarbeit mit dem Schriftsteller Roda Roda gingen mehrere Komödien hervor: Im Jahre 1912 wurden Bubi und Die Sklavin von Rhodus uraufgeführt. Außerdem entstand das Lustspiel Der Sanitätsrat. 1911 erfolgte die Übersiedlung nach Starnberg, wo er bis zu seinem Tode wohnte. 1915 erschien sein erfolgreichster Roman Der Golem, mit dessen Vorarbeiten er bereits 1907 in München begonnen hatte. 1916 erschienen Fledermäuse und Das grüne Gesicht bei Kurt Wolff, im folgenden Jahr kam sein Roman Walpurgisnacht heraus. 1921 veröffentlichte er Der weiße Dominikaner. Aus dem Tagebuch eines Unsichtbaren, außerdem gab er bis 1924 die Reihe Romane und Bücher der Magie heraus. 1922 gab er die Hexengeschichten von Ludwig Bechstein heraus, ein Jahr später publizierte er den Aufsatz An der Grenze des Jenseits. 1925 beschäftigte er sich ausführlich mit Thomas von Aquin, dessen Abhandlung über den Stein des Weisen er übersetzte, einleitete und herausgab. Im folgenden Jahr erschien sein Roman Der Engel vom westlichen Fenster, der sich mit dem englischen Magier John Dee beschäftigt. 1927 konvertierte Gustav Meyrink vom Protestantismus zum Mahayana-Buddhismus. 1928 kam es zum Verkauf des Hauses in Starnberg, wo Meyrink seit 1920 gewohnt hatte.
Am 4. Dezember 1932 starb Meyrink in Starnberg und wurde drei Tage später auf dem Friedhof des Ortes beerdigt.

## Werk

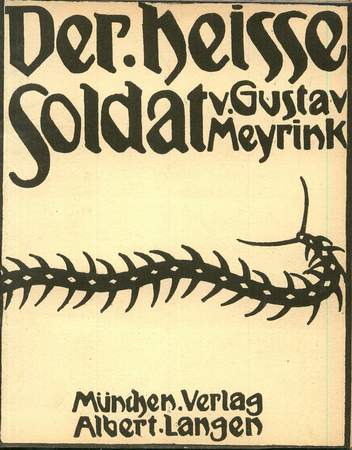
Der Sammelband Der heiße Soldat (1903)

Die Zentren seines literarischen Schaffens waren Prag und München. Zu beiden Städten pflegte er zeitlebens eine innige Hassliebe.
Als einer der Ersten im deutschen Sprachraum (nach E. T. A. Hoffmann und Paul Scheerbart) verfasste Meyrink phantastische Romane. Während sein Frühwerk mit dem Spießbürgertum seiner Zeit abrechnet (Des deutschen Spießers Wunderhorn), befassen sich seine späteren, häufig im alten Prag spielenden Werke hauptsächlich mit übersinnlichen Phänomenen und dem metaphysischen Sinn der Existenz (Der Golem, Das grüne Gesicht, Der weiße Dominikaner, Der Engel vom westlichen Fenster). In diesen Romanen sowie in verschiedenen Artikeln äußerte Meyrink, selbst schon seit 1891 Mitglied der Theosophischen Gesellschaft, esoterisch-mystische Ansichten, die unter anderem religiös-messianische Ideen und Elemente des Buddhismus, aus jüdischer und christlicher Mystik sowie aus Theosophie und Alchemie enthielten. Im Rosenkreuzertum und der Theosophie des 20. Jahrhunderts sowie allgemein unter esoterisch interessierten Menschen stoßen seine Werke auf besonderes Interesse. Zu seinen wissenschaftlichen Kontakten zählt unter anderem der Maler und Naturforscher Gabriel von Max, der seit 1900 vornehmlich in Ambach am Starnberger See lebte. Meyrink nahm – wie auch Thomas Mann – an Sitzungen mit dem österreichischen Medium Willi Schneider teil, die vom Freiherrn Albert von Schrenck-Notzing in München durchgeführt wurden, und publizierte auch über Parapsychologie (An der Grenze des Jenseits).  
Zwischen 1909 und 1914 übersetzte Meyrink Werke von Charles Dickens (Nikolas Nickleby, David Copperfield, Oliver Twist, Die Pickwicker), Rudyard Kiplings Dunkles Indien und Schriften von Camille Flammarion. Der Leipziger List-Verlag veröffentlichte 1928 George Sylvester Vierecks und Paul Eldridges Meine ersten 2000 Jahre: Autobiographie des Ewigen Juden sowie 1929 Ludwig Lewisohns Roman Das Erbe im Blut in Übersetzungen von Meyrink.

## Rezeption
Gershom Scholem, einer der bedeutendsten Erforscher der jüdischen Mystik, besuchte Meyrink 1921 in Starnberg, vor allem, um mit ihm über Details seines Romans Der Golem zu diskutieren. Sechzig Jahre später charakterisierte er Meyrink als einen „damals berühmten Schriftsteller, der eine außerordentliche Begabung für antibürgerliche Satire mit einer nicht weniger ausgeprägten für mystische Marktschreierei verband, die sich vor allem in haarsträubenden, teilweise sehr eindrucksvollen, aber nicht ganz ernsten Kurzgeschichten niederschlug, deren literarische Qualität erst in unserer Zeit von Jorge Luis Borges übertroffen worden ist.“

## Beziehungen zu (esoterischen) Gruppen
Meyrink war Mitglied mehrerer Geheimbünde und behauptete, in telepathischem Kontakt mit Ramana Maharshi, dem Guru Paul Bruntons, zu stehen.
- In Prag war Meyrink 1891 Mitbegründer der theosophischen Okkultistenloge „Zum blauen Stern“,[5] in der er den Schriftsteller Karl Weinfurter kennenlernte. Die Loge tagte entweder in seiner Wohnung oder in einem Prager Cafe.
- Meyrink war eines der ersten Mitglieder der deutschen Theosophischen Gesellschaft; deren innerer Abteilung der „Esoterischen Schule“ schloss er sich später an.
- Unter dem Ordensnamen „Bruder Dagobert“ war er Mitglied im Weltbund der Illuminaten.
- Unter dem Logennamen „Kama, Censor of the R.O.O.o.S.B.“ war er Mitglied im Kerning-Orden.
- Angehöriger in der „Bruderschaft der alten Riten vom heiligen Gral im großen Orient von Patmos“.[6]
- Mitglied der mystischen Gesellschaft christlich-rosenkreuzerischer Ausrichtung von Alois Mailänder.[7]

Henri Clemens Birven erwähnt in seinem Buch Lebenskunst in Yoga und Magie (Origo Verlag, Zürich 1953), dass er zusammen mit Meyrink und Ernst Peithman, einem prominenten Vertreter der Gnostisch-Katholischen Kirche, Forschungen über die mysteriöse Identität der Begründerin des Golden Dawn betrieben haben soll.
Abseits davon war Meyrink noch Mitglied des Schachclubs Starnberg 1920 e. V. wo er dreimal Clubmeister wurde.

### Freimaurerei
Während des Ersten Weltkriegs kam Meyrink mit der Freimaurerei in Berührung, und dies auf einem äußerst pikanten und kuriosen Weg. Er wurde 1917 vom Auswärtigen Amt in Berlin aufgefordert, einen propagandistischen okkulten Roman zu schreiben, in dem der Öffentlichkeit suggeriert werden sollte, dass die Freimaurerei insgesamt, insbesondere jedoch die französische und italienische Freimaurerei die Schuld am Krieg trage. Hierzu wurde Meyrink eine Vielzahl freimaurerischer Literatur des Auswärtigen Amtes überlassen. Der Roman sollte auch ins Englische und Schwedische übersetzt werden und in einer Auflage von einer halben Million Exemplaren weltweit verteilt werden. Der Theologe Carl Vogl schreibt hierzu: „Als ich Meyrink im dritten Kriegsjahre (Juli 1917) besuchte, sah ich bei ihm einen Tisch voll aufgehäuft mit alten und neuen Büchern freimaurerischen Inhalts. Bezüglich ihrer gab mir M. die Auskunft, er habe sie aus dem Auswärtigen Amt in Berlin, (…)“
Meyrink sagte diesbezüglich zu Vogl: „Ich wurde telegraphisch nach Berlin ins Auswärtige Amt gebeten. Dort traf ich einen Legationsrat nebst zwei Vertrauensmännern, darunter den Beichtvater der Königin von Bayern. Man stellte mir sofort folgenden Antrag: schreiben Sie uns einen Roman, in dem Sie den Nachweis führen, daß die Freimaurer am Weltkrieg schuld sind. (…) Ich war nicht wenig erstaunt und erwiderte, man solle doch lieber Frenssen oder Ganghofer mit dieser Aufgabe betrauen. Doch die Herren meinten, die seien viel zu national und militärfreundlich, man brauche einen prominenten Schriftsteller, von dem das Publikum weiß, daß er kritisch ist, ja mehr als kritisch diesen Dingen gegenüberstände (…).“
Meyrink nahm den Auftrag zwar an, wohl in der Absicht, das Projekt scheitern zu lassen oder zumindest insoweit Einfluss darauf nehmen zu können, um dessen Resultat abzumildern. Er wurde aber vor Abschluss der Arbeiten wohl gerade deswegen von dem Auftrag entbunden und aufgefordert, die erhaltenen Unterlagen wieder nach Berlin an das auswärtige Amt zurückzuschicken. Der Auftrag wurde dann dem deutsch-nationalen österreichischen Politiker Friedrich Wichtl übertragen, der in Folge mehrere Pamphlete über die freimaurerisch-jüdische Weltverschwörung verfasste und damit zu einem der Wegbereiter der anti-freimaurerischen Hetzschriften des Generals Erich Ludendorff und des Antisemitismus der Nationalsozialisten sowie der Legende der freimaurerisch-jüdischen Weltverschwörung wurde.

## Ehrungen
1958 wurde die Meyrinkgasse in Wien-Liesing nach ihm benannt. In München ist die Gustav-Meyrink-Straße nach ihm benannt.

## Werke

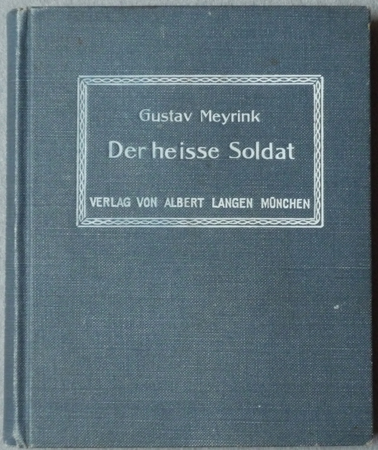
Der heisse Soldat, Originalausgabe, Albert Langen, München 1903

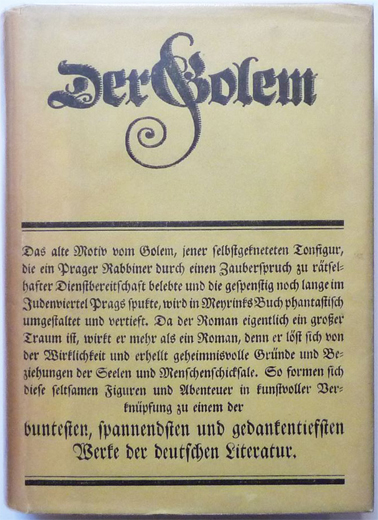
Der Golem, Originalausgabe, Kurt Wolff Verlag, Leipzig 1915/16

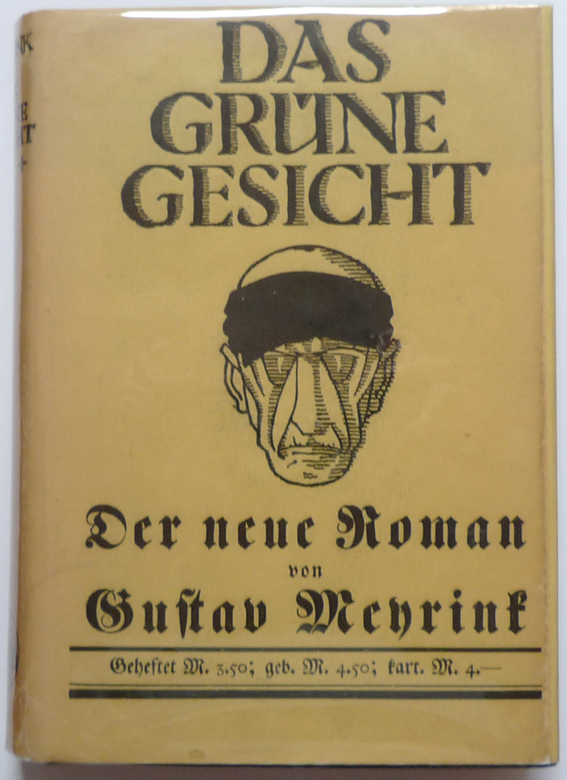
Das grüne Gesicht, Originalausgabe, Kurt Wolff Verlag, Leipzig 1917

### Erstausgaben (chronologisch)
- Der heisse Soldat und andere Geschichten. Albert Langen Verlag, München 1903. 147 S.
- Orchideen. Sonderbare Geschichten. Albert Langen Verlag, München o. J. (1904).
- Gustav Meyrinks Wachsfigurenkabinett. Sonderbare Geschichten. Mit Buchschmuck von Andre Lambert. Albert Langen Verlag, München 1908. 233 S. mit 25 Abbildungen.
- Bubi. Lustspiel in drei Akten. Gemeinsam mit Alexander Roda Roda. Schuster & Loeffler, Berlin 1912.
- Der Sanitätsrat. Komödie. Gemeinsam mit Alexander Roda Roda. Schuster & Loeffler, Berlin 1912.
- Die Sklavin aus Rhodus (nach dem Eunuchus des Publius Terentius Afer, mit einem Vorwort von Wilhelm Klein) Gemeinsam mit Alexander Roda Roda. Schuster & Loeffler, Berlin 1913.
- Des deutschen Spießers Wunderhorn. Gesammelte Novellen. Albert Langen Verlag, München 1913. 3 Bände. 143, 140, 145 S.
- Die Uhr. Ein Spiel in zwei Akten Gemeinsam mit Alexander Roda Roda, Ahn & Simrock, Berlin 1914
- Der Kardinal Napellus. Erzählung. Bachmair, München 1915
- Der Golem. Kurt Wolff, Leipzig 1915, Erstdruck in: Die Weissen Blätter 1. Jg., Heft 4 v. Dezember 1913 bis Heft 11/12 v. Juli/August 1914. Das 141.-150. Tsd. (1917) in besonderer Ausstattung mit 8 Lithographien von Hugo Steiner-Prag.
- Fledermäuse. Ein Geschichtenbuch. Kurt Wolff, Leipzig 1916.
- Das grüne Gesicht. Ein Roman. Kurt Wolff, Leipzig 1916. 387 S. Mit der Figur des Chidher Grün.
- Walpurgisnacht. Phantastischer Roman. Einbandzeichnung von Emil Preetorius. Kurt Wolff, Leipzig 1917. 277 S.
- Der Löwe Alois und andere Geschichten. Mit Zeichnungen von Carl Olaf Petersen. Einhorn Verlag, Dachau o. J. (1917). 77 S.
- Der weiße Dominikaner. Aus dem Tagebuch eines Unsichtbaren. Roman. Rikola Verlag, Wien 1921. 291 S.
- Der violette Tod und andere Novellen. Reclam (RUB 6311), Leipzig o. J. (1922)
- An der Grenze des Jenseits. Essay. Zellenbücherei Nr. 65. Dürr & Weber, Leipzig 1923. 86 S.
- Meister Leonhard. Hyperion (Minibuch), München 1925
- Goldmachergeschichten. August Scherl Verlag, Berlin 1925. 260 S, in Zusammenarbeit mit Friedrich Alfred Schmid Noerr;[14] (siehe auch Michał Sędziwój)
- Der Engel vom westlichen Fenster. Roman. Ein Kupferstich von John Dee. Grethlein & Co., Leipzig 1927. 440 S. + Schünemann, Bremen 1927. 441 S. In Zusammenarbeit mit Friedrich Alfred Schmid Noerr.
- Das Haus zur letzten Latern. Nachgelassenes und Verstreutes. Herausgegeben von Eduard Frank. Albert Langen - Georg Müller Verlag, München 1973. 470 S. Darin erster vollständiger Abdruck des nachgelassenen Romanfragments Das Haus des Alchimisten. ISBN 3-7844-1524-5.
- Fledermäuse. Erzählungen, Fragmente, Aufsätze. Herausgegeben von Eduard Frank. Albert Langen - Georg Müller, München - Wien 1981. 444 S. ISBN 3-7844-1832-5.

### Herausgabe, Übersetzung und Beiträge
- Camille Flammarion: Rätsel des Seelenlebens. Übersetzt von Gustav Meyrink. J. Hoffmann, Stuttgart 1908.
- Charles Dickens: Ausgewählte Romane und Geschichten. (16 Bde.) Übersetzt und herausgegeben von Gustav Meyrink. Albert Langen, München 1909-1914.
- Felix Schloemp (Hrsg.): Das Gespensterbuch. Mit einem Vorwort von Gustav Meyrink und Bildern von Paul Scheurich. Mit Beiträgen von Edward Bulwer-Lytton, Pierre Mille, E. T. A. Hoffmann, Guy de Maupassant, Prosper Mérimée, Hanns Heinz Ewers, Rudyard Kipling, Edgar Allan Poe, Gustav Meyrink, Karl Hans Strobl und Nikolai Gogol. Georg Müller, München 1913
- Bô Yin Râ: Das Buch vom lebendigen Gott. Vorwort von Gustav Meyrink. Verlag der weißen Bücher, Leipzig 1919.
- Ludwig Bechstein: Hexengeschichten. Vorwort von Gustav Meyrink. Rikola Verlag, Wien 1922.
- Lafcadio Hearn: Japanische Geistergeschichten. Herausgegeben und übersetzt von Gustav Meyrink. Propyläen, Berlin 1925. Neuausgabe: Gespenstergeschichten aus Japan. Fischer Taschenbuchverlag, Frankfurt am Main 1978, ISBN 3-596-22807-7.

### Werkausgaben
- Gesammelte Werke. Kurt Wolff, Leipzig (erschienen zu Meyrinks 50. Geburtstag im Januar 1918; weitere Auflage 1923). 6 Bände.
  1. Der Golem. 349 S.
  2. Das grüne Gesicht. 335 S.
  3. Walpurgisnacht. 277 S.
  4. Des deutschen Spießers Wunderhorn. Erster Teil. 255 S.
  5. Des deutschen Spießers Wunderhorn. Zweiter Teil. 276 S.
  6. Fledermäuse. Ein Geschichtenbuch. 381 S.
- Gesammelte Werke. Albert Langen Verlag, Leipzig-Zürich-München (1982). 6 Bände.
 Entspricht der Ausgabe bei Kurt Wolff, enthält zusätzlich die Erzählungen:
  - Die Erstürmung von Serajewo
  - Der Saturnring
  - Schöpsoglobin
  - Das verdunstete Gehirn
  - Petroleum

### Neuausgaben
- Des deutschen Spießers Wunderhorn. Novellen. Rudolf Wolff, Bad Schwartau 2009 (Erscheinungsjahr), Juli 2010 (Erscheinungstermin). ISBN 978-3-86672-303-0 (ca. 472 S. in 1 Band)
- Der Golem. Ein Roman. Hamburg: Hoffmann und Campe 2015. - Der Text folgt der ersten Buchausgabe, erschienen im Kurt Wolff Verlag, Leipzig 1915. Nachwort und Zeittafel von Dr. Ulrike Ehmann, nach der Ausgabe München: dtv 2012. ISBN
- Der Golem. Mit Nachwort und Zeittafel von Ulrike Ehmann, Deutscher Taschenbuch Verlag, München 2009, ISBN 978-3-423-13737-9.
- Der Golem. Roman. Mit vierzehn Illustrationen von Hugo Steiner-Prag. Herausgegeben und mit einem Nachwort von Thomas Rietzschel. Gustav Kiepenheuer Verlag, Leipzig und Weimar 1983.
- Das grüne Gesicht. Ein Roman. Ullstein, Berlin 1998, ISBN 3-548-24439-4.
- Das grüne Gesicht. Roman. Herausgegeben und mit einer Nachbemerkung von Thomas Rietzschel. Gustav Kiepenheuer Verlag, Leipzig und Weimar 1986.
- Walpurgisnacht. Phantastischer Roman. Mit Nachwort und Zeittafel von Ulrike Ehmann, Deutscher Taschenbuch Verlag, München 2008, ISBN 978-3-423-13651-8.
- Der weiße Dominikaner. Aus dem Tagebuch eines Unsichtbaren. Mit Nachwort und Zeittafel von Ulrike Ehmann, Deutscher Taschenbuch Verlag, München 2007, ISBN 978-3-423-13584-9.
- An der Grenze des Jenseits. Meister Leonhard. Roller, Langen 2004, ISBN 3-923620-17-9.
- An der Grenze des Jenseits - Die Verwandlung des Blutes. Zwei Essays zu den Themen Okkultismus und Yoga. Pandora-Verlag Schneider, Berlin 2006. ISBN 3-938878-04-5.
- Die Pflanzen des Doktor Cinderella. jmb, Hannover 2011, ISBN 978-3-940970-65-7.
- Die Erstürmung von Serajewo. Satiren, Fabeln und Grotesken. Elsinor Verlag, Coesfeld 2007, ISBN 978-3-939483-03-8.

### Nachlass
- Bayerische Staatsbibliothek: Briefe an Meyrink, Manuskripte, Sonderdrucke von kleinen dichterischen Arbeiten, Pressestimmen über Meyrink opacplus.bsb-muenchen.de
- Monacensia München: 14 Manuskripte, darunter Walpurgisnacht, Briefe, hauptsächlich an Albert Langen muenchner-stadtbibliothek.de